# Авиаторът
„Авиаторът“ (на английски: The Aviator) е американски биографичен драматичен филм от 2004 г. на режисьора Мартин Скорсезе, по сценарий на Джон Логан. Във филма участват Леонардо ди Каприо като Хауърд Хюз, Кейт Бланшет като Катрин Хепбърн и Кейт Бекинсейл като Ава Гарднър. Поддържащият актьорски състав включва Иън Холм, Джон Райли, Алек Болдуин, Джуд Лоу, Гуен Стефани, Кели Гарнър, Мат Рос, Уилям Дефо, Алън Алда и Едуард Хърман.
Основан върху документалната книга „Хауърд Хюз: Тайният живот“ на Чарлз Хайъм през 1993 г., филмът изобразява живота на Хауърд Хюз, пионер в авиацията и режисьор на филма „Ангелите на Ада“. Филмът изобразява живота му от 1927 до 1947 г., времето, през което Хюз става успешен филмов продуцент и авиационен магнат, докато в същото време става по-нестабилен като личност поради тежко обсесивно-компулсивно разстройство.
„Авиаторът“ е пуснат по кината в Съединени щати на 25 декември 2004 г. и получава положителни отзиви от критиката, която хвали играта на Ди Каприо и режисурата на Скорсезе.

## Сюжет
„Авиаторът“ е историята на авиационния пионер Хауърд Хюз (Леонардо ди Каприо) – ексцентричен милиардер, пресметлив индустриалец и холивудски филмов магнат, прочут с любовните си афери с едни от най-красивите жени в света.
Драмата се фокусира върху най-забележителния период в живота на Хюз – от средата на 20-те години до 40-те години на 20 век, когато Хюз режисира и продуцира холивудски филми, докато в същото време конструира, създава и тества нови летателни апарати.

## Актьорски състав
- Леонардо ди Каприо – Хауърд Хюз
- Кейт Бланшет – Катрин Хепбърн
- Джон Райли – Ноа Дитрих
- Кейт Бекинсейл – Ава Гарднър
- Алек Болдуин – Хуан Трип
- Алън Алда – Оуен Брустър
- Иън Холм – професор Фиц
- Дани Хюстън – Джак Фрай
- Гуен Стефани – Джийн Харлоу
- Джуд Лоу – Ерол Флин
- Уилям Дефо – Роланд Суит
- Адам Скот – Джони Мейър
- Мат Рос – Глен Одекърк
- Кевин О'Рурк – Спенсър Трейси
- Кели Гарнър – Фейт Домерг
- Франсис Конрой – г-жа Хепбърн
- Брент Спайнър – Робърт Грос
- Стенли Десантис – Луис Мейър
- Едуард Херман – Джоузеф Брийн
- Джей Си Маккензи – Лудлоу Огдън Смит
- Джоузи Маран – Телма [2]

## Награди и номинации
| Категория                                     | Номиниран(и)                                  | Резултат                    |
| Оскар (27 февруари 2005 г.)                   | Оскар (27 февруари 2005 г.)                   | Оскар (27 февруари 2005 г.) |
| --------------------------------------------- | --------------------------------------------- | --------------------------- |
| Най-добри декори                              | Най-добри декори                              | награда                     |
| Най-добри костюми                             | Най-добри костюми                             | награда                     |
| Най-добра кинематография                      | Робърт Ричардсън                              | награда                     |
| Най-добър филмов монтаж                       | Телма Шунмейкър                               | награда                     |
| Най-добра поддържаща женска роля              | Кейт Бланшет                                  | награда                     |
| Най-добър филм                                | Най-добър филм                                | номинация                   |
| Най-добър звук                                | Най-добър звук                                | номинация                   |
| Най-добър режисьор                            | Мартин Скорсезе                               | номинация                   |
| Най-добър оригинален сценарий                 | Джон Логан                                    | номинация                   |
| Най-добра мъжка роля                          | Леонардо ди Каприо                            | номинация                   |
| Най-добра поддържаща мъжка роля               | Алън Алда                                     | номинация                   |
| Награда на БАФТА (12 февруари 2005 г.)        |                                               |                             |
| Най-добър филм                                | Най-добър филм                                | награда                     |
| Най-добри декори                              | Най-добри декори                              | награда                     |
| Най-добър грим и прически                     | Най-добър грим и прически                     | награда                     |
| Най-добра актриса в поддържаща роля           | Кейт Бланшет                                  | награда                     |
| Най-добри костюми                             | Най-добри костюми                             | номинация                   |
| Най-добър звук                                | Най-добър звук                                | номинация                   |
| Най-добри визуални ефекти                     | Най-добри визуални ефекти                     | номинация                   |
| Най-добра режисура                            | Мартин Скорсезе                               | номинация                   |
| Най-добър оригинален сценарий                 | Джон Логан                                    | номинация                   |
| Най-добра кинематография                      | Робърт Ричардсън                              | номинация                   |
| Най-добър филмов монтаж                       | Телма Шунмейкър                               | номинация                   |
| Най-добра филмова музика                      | Хауърд Шор                                    | номинация                   |
| Най-добър актьор в главна роля                | Леонардо ди Каприо                            | номинация                   |
| Най-добър актьор в поддържаща роля            | Алън Алда                                     | номинация                   |
| Златен глобус (16 януари 2005 г.)             |                                               |                             |
| Най-добър филм – драма                        | Най-добър филм – драма                        | награда                     |
| Най-добра филмова музика                      | Хауърд Шор                                    | награда                     |
| Най-добър актьор в драматичен филм            | Леонардо ди Каприо                            | награда                     |
| Най-добър режисьор                            | Мартин Скорсезе                               | номинация                   |
| Най-добър сценарий                            | Джон Логан                                    | номинация                   |
| Най-добра актриса в поддържаща роля           | Кейт Бланшет                                  | номинация                   |
| Сателит (23 януари 2005 г.)                   |                                               |                             |
| Най-добри визуални ефекти                     | Най-добри визуални ефекти                     | награда                     |
| Най-добър филм – драма                        | Най-добър филм – драма                        | номинация                   |
| Най-добри декори                              | Най-добри декори                              | номинация                   |
| Най-добри костюми                             | Най-добри костюми                             | номинация                   |
| Най-добър звук                                | Най-добър звук                                | номинация                   |
| Най-добър режисьор                            | Мартин Скорсезе                               | номинация                   |
| Най-добър оригинален сценарий                 | Джон Логан                                    | номинация                   |
| Най-добра кинематография                      | Робърт Ричардсън                              | номинация                   |
| Най-добър филмов монтаж                       | Телма Шунмейкър                               | номинация                   |
| Най-добра филмова музика                      | Хауърд Шор                                    | номинация                   |
| Най-добра актриса в поддържаща роля в драма   | Кейт Бланшет                                  | номинация                   |
| Сатурн (3 май 2005 г.)                        |                                               |                             |
| Най-добър екшън, приключенски или трилър филм | Най-добър екшън, приключенски или трилър филм | номинация                   |
| Емпайър (13 март 2005 г.)                     |                                               |                             |
| Най-добра актриса                             | Кейт Бланшет                                  | номинация                   |

## Български дублажи
| Озвучаващи артисти  | Христина Ибришимова Даниела Сладунова Силви Стоицов Георги Георгиев-Гого Емил Емилов Здравко Методиев |
| Преводач            | Цветина Димитрова                                                                                     |
| Тонрежисьор         | Стефан Дучев                                                                                          |
| Режисьор на дублажа | Димитър Кръстев                                                                                       |

| Преводач            | Силвина Димитрова                                                              |
| Редактор            | Мая Кисьова                                                                    |
| Тонрежисьор         | Надежда Иванова                                                                |
| Режисьор на дублажа | Кирил Бояджиев                                                                 |
| Озвучаващи артисти  | Мина Костова Вилма Карталска Мартин Герасков Явор Караиванов Константин Лунгов |